# Jean de Gray
John de Gray ou de Grey (mort le 18 octobre 1214) fut un évêque de Norwich anglais. Il fut également élu archevêque de Cantorbéry par ses pairs, bien qu'il ne fût jamais élevé à cette fonction par le pape. Il se mit au service de Jean d'Angleterre avant que celui-ci devienne roi, ce qui lui valut certaines distinctions ecclésiastiques, jusqu'à son élection pro forma à Norwich en 1200. De Gray continua au service du roi après son accession à l'évêché, lui prêtant de l'argent et entreprenant des missions diplomatiques en son nom. En 1205, le roi Jean tente de le promouvoir archevêque de Cantorbéry, mais son élection est controversée et est annulée par le pape Innocent III en 1206.
Innocent consacre Étienne Langton archevêque contre l'avis de Jean, ce qui déclenche une longue dispute entre la papauté et le roi. Le pape impose alors diverses sanctions à l'Angleterre et à Jean, à tel point que De Gray fut par un moment l'un des deux seuls évêques tenu pour légitime en Angleterre. En 1209, il devient gouverneur d'Irlande au compte de Jean et tente jusqu'en 1213 d'imposer le pouvoir royal sur les barons anglo-normands et sur les habitants locaux irlandais de son pays. Rappelé en Angleterre pour aider à défendre le pays contre la menace d'invasion des Français, De Gray voyage ensuite jusqu'à Rome pour assurer le pardon de Jean au pape Innocent et ainsi mettre un terme à la dispute à propos de sa nomination avortée à Cantorbéry. Après ce pardon, il se voit nommé évêque de Durham, mais il meurt pendant son retour en Angleterre.
De Gray construisit un palais dans son diocèse ainsi que plusieurs châteaux en Irlande. Bien que traité de « conseiller maléfique » du roi par un historien contemporain, les historiens modernes se montrent désormais plus indulgents. Ils louent son intelligence et le fait que De Gray fut un des seuls hommes auquel le roi Jean fit confiance tout au long de sa vie. Le neveu de De Gray, Walter de Gray, obtint de titre de Lord Chancelier en 1205 avec l'aide de son oncle.

## Jeunesse
Certains décrivent de Gray comme originaire de Norfolk. Il semblerait cependant qu'il soit plutôt le descendant du chevalier normand Anquetil de Gray. De Gray était l'oncle de Walter de Gray, qui devient par la suite Archevêque d'York. Il lui a assuré sa sélection en tant que Lord Chancelier, ainsi que le paiement d'une amende de 5 000 marcs pour maintenir cette position.
En 1196, de Gray était au service du prince Jean (devenu plus tard le roi Jean Ier d'Angleterre, connu aussi sous le nom de Jean sans Terre). En 1198, il devient Garde du sceau royal. Après l'accession au trône de Jean Ier d'Angleterre en 1199, il devient archidiacre de Cleveland en mars 1200, puis archidiacre de Gloucester durant le même mois,. Il est employé aussi en tant que secrétaire de Jean ou fréquemment comme député pour le Lord Chancelier Hubert Walter. Peu après le couronnement du roi, de Gray se met à voyager régulièrement entre l'Angleterre et le continent pour représenter les affaires royales. Durant les deux premières années du règne de Jean, il est présent à la cour de la chancellerie pour sceller les décrets royaux.
De Gray fut élu évêque de Norwich le 7 septembre 1200, bien que cette élection soit de pure forme comme le rapporte son contemporain Roger de Hoveden : le nouvel évêque « succéda à l'évêché de Norwich offert par le roi Jean ». De Gray fut consacré le 24 septembre. Sa consécration eut lieu en même temps que celle du nouvel évêque de Hereford, Gilles de Briouze à Westminster, au terme d'un conseil provincial tenu par l'archevêque Walter auprès duquel de Gray avait déjà servi auparavant. La cérémonie se tint dans une des chapelles de l'abbaye de Westminster.

## Évêque de Norwich
En tant qu'évêque, De Gray prêtait souvent de l'argent au roi. Une fois, il eut même à garder les regalia anglaises comme garantie de remboursement de ces prêts. Il travaillait également dans la justice royale. En 1203, De Gray accompagna l'archevêque Hubert Walter et plusieurs légats apostoliques pour une mission diplomatique infructueuse auprès du roi de France Philippe II. Philippe demandait que la nièce de Jean d'Angleterre, Aliénor de Bretagne, ou son neveu, Arthur de Bretagne, soit lui proposé en mariage accompagnée de toutes les possessions de Jean sur le continent. Jean n'accepta aucune des deux propositions. Philippe envahit la Normandie juste après le retour des évêques en Angleterre.
En 1203, certains des chevaliers de De Gray sont en garnison au château de Vaudreuil en Normandie, sous le commandement de Robert Fitzwalter (en). Durant l'été le château est assiégé par Philippe. Bien que les chevaliers aient des provisions et que Jean envoie des troupes en renfort, ils se rendent rapidement. À la fin de l'année 1203, Jean renonce au contrôle du duché de Normandie et l'abandonne à Philippe. De Gray fait alors partie des compagnons de voyage et rentre avec lui en Angleterre depuis le port de Barfleur

## L'élection au rang d'archevêque
La tentative du roi Jean d'imposer De Gray à l'élection au rang d'archevêque en 1205 est le début d'une longue querelle entre lui et le pape Innocent III. Après la mort de Hubert Walter en juillet 1205, la désignation de son successeur se heurte au problème (alors récurrent à Cantorbéry) de savoir quelle procédure adopter. Jean remet la décision à plus tard afin de laisser le temps aux évêques anglais et aux moines du chapitre de la cathédrale de Cantorbéry d'aller à Rome quérir l'avis du pape. Les évêques revendiquent le droit de faire entendre leur avis dans cette élection. Cependant d'après le droit canonique, ce sont les moines du chapitre qui ont le droit d'élire le nouvel archevêque. Le roi a également droit à faire valoir son avis puisque l'archevêque est un de ses principaux tenanciers et qu'il tient traditionnellement lieu de conseiller royal.
Alors que la délégation d'évêques et de moines est à Rome, les moines de Cantorbéry élisent secrètement un des leurs, Réginald, et l'envoient ensuite à Rome pour rejoindre la délégation. Lorsque Jean apprend que Réginald a été élu sans que l'on ne convoque l'avis royal, il force les moines à élire De Gray archevêque. Certains historiens situent l'élection de Réginald avant le renvoi de la première délégation par la Curie. Une autre source, Gervase de Cantorbéry, affirme que le roi aurait dit au chapitre qu'ils pouvaient choisir leur propre nommé si les tractations duraient plus de six mois. De son côté, le roi aurait alors dépêché secrètement des envoyés à Rome pour s'assurer de l'élection de De Gray. Un récit plus tardif de Roger de Wendover, affirme que les moines élurent Réginald avant même que Humbert Walter ne meurt et que seuls les plus jeunes membres du chapitre participèrent à cette élection. Cependant Wendover écrit cela en 1230 et de plus il n'a pas été moine à Cantorbéry, il y a donc peu de chance que son témoignage soit authentique.
De Gray postule à Cantorbéry le 11 décembre 1205 , ce qui fait que deux candidats sont présentés au pape Innocent. Afin d'aboutir à un compromis , le pape annule les deux nominations autour du 30 mars 1206,. Les moines du chapitre élisent ensuite Stephen Langton, avec l'approbation d'Innocent. Cependant Jean n'accepte pas la candidature de Langton et sa nomination par Innocent en 1207. Cette consécration mène à un conflit de six ans entre Jean et le pape à propos des droits du roi dans l'élection des archevêques. Jean refuse d'autoriser Langton à entrer en Angleterre et pousse les moines de Cantorbéry à l'exil. Innocent place un interdit sur l'Angleterre en 1207, auquel Jean répond en confisquant les revenus et les domaines de tous les membres du clergé qui le respectent. Innocent va même jusqu'à excommunier Jean en 1209. Cette dispute mène à un exil de nombreux membres du clergé anglais, ainsi qu'à une forte hausse des impôts sur l'église anglaise; en 1209, De Gray et l'évêque de Winchester Pierre des Roches sont les seuls évêques anglais à ne pas être morts ou en exil. Finalement, en 1213 , Innocent se montre en faveur de la destitution du roi. Celui-ci s'en inquiète et accepte de trouver une solution pour régler son conflit envers la papauté.

## L'Irlande
À partir de 1209, De Gray vit en Irlande en tant que gouverneur du roi. Ce poste équivaut alors à celui de justiciar pour l'Irlande. Une des raisons possibles de ce changement de poste est de lui éviter de se faire accuser d'ignorer l'interdit du pape sur l'Angleterre. En tant qu'évêque, il doit respecter cet interdit, mais dès lors qu'il est en Irlande il peut continuer d'exercer sa fonction sans offenser la papauté. Le fer de lance de la politique de De Gray en Irlande est d'y étendre l'influence anglaise. Pour cela, il y participe à plusieurs batailles dont celles du fleuve Shannon et de Fermanagh. Il y instaure également le système monétaire anglais. Il essaye d'y faire respecter la loi anglaise, mais sans succès.
En 1209, le roi Jean persécute Guillaume de Briouze. Ce dernier part se réfugier sur les terres irlandaises de William Marshal. De Gray demande à Marshal que de Briouze se rende en tant que traître, mais Marshal refuse, argumentant qu'il tient lui-même ses terres de de Briouze et que ce serait une trahison que de le livrer aux autorités sur ses propres terres. De Gray ne semble pourtant pas affecter par ce refus de Marshal, puisque trois ans plus tard il en fait l'éloge dans une lettre adressée au roi Jean.
Jean mène une expédition en Irlande en 1210 dans le but de ramener les barons anglo-normands sous son contrôle. Il engage des discussions avec les rois irlandais locaux. Certains racontent que ces négociations furent si fructueuses que les irlandais se soumettent à lui à la suite de cela. À l'inverse, l'historien Seán Duffy affirme que la noblesse locale était autant résistante au roi qu'aux barons anglo-normands. Une fois de retour en Angleterre, Jean ordonne à De Gray de construire trois nouveaux châteaux dans le Connacht, dont un à Athlone. En plus de ces constructions, le gouvernement royal affirme son pouvoir sur le Connacht par deux invasions militaires; une depuis Meath et Leinster, l'autre depuis Munster. De Gray quitte l'Irlande en 1211 pour mener une expédition militaire contre les gallois. Il laisse alors son député Richard de Tuit à la tête du pays.
De Gris fait face à la résistance de l'Irlande du Nord. En 1212, il mène une campagne contre Áed Méith, à la suite de laquelle il construit des châteaux à Cáer Uisce, Belleek, et Clones, qui servent de bases aux attaques contre les territoires de la dynastie O'Neill. Il entreprend également une campagne navale, mais en vain. En 1212 à Fircal, dans l'Offaly De Gray est défait par Cormac O''Melaghlin. Il quitte l'Irlande l'année suivante. Il continue d'occuper le poste de Lord-Lieutenant pendant quelque temps, mais en juillet 1213, il est remplacé par Henry de Loundres (en), l'archevêque de Dublin. Un de ces derniers actes en tant que justiciar a été d'appeler aux renforts de l'Angleterre une troupe de chevaliers irlandais pour repousser une menace d'invasion du roi de France Philippe II.

## Affaires épiscopales et fin de carrière
En tant qu'évêque, De Gray règle un différend de longue date entre les moines du chapitre de son évêché et ses prédécesseurs. Il a également accordé aux moines de son chapitre le droit de nommer et de remplacer le clergé des églises dépendant de son évêché. De Gris reçoit en 1203 une missive du pape Innocent III qui dénonce les mariages de certains membres du clergé séculier, en violation du droit canon. Quant aux affaires non religieuses, il accorda à la ville de Bishop's Lynn (aujourd'hui King's Lynn) le droit de tenir un marché hebdomadaire et deux foires par an. Il a également construit un palais à Gaywood.
Sa capacité à lever des fonds le rend particulièrement utile auprès du roi Jean. En 1213, de Gris rassemble 500 chevaliers alors que le roi Philippe II menace d'envahir l'Angleterre, afin d'apporter la force armée de l'Irlande en soutien au roi. En mai 1213, Jean et Innocent résolve enfin leur conflit au sujet de l'élection de Langton à l'archevêché de Cantorbéry. Une partie de l'accord spécifie que Jean attribue l'Irlande et l'Angleterre au pape Innocent, lequel les lui donne en retour, afin de faire de Jean un vassal du pape. De Gray fait partie des témoins de la signature du traité. Lors de ce règlement, De Gray n'est pas inclus dans le pardon général que le pape adresse au roi, et il doit aller à Rome pour se faire pardonner. Là-bas, il est nommé comme l'un des garants du nouvel arrangement financier entre le roi et le pape concernant la dette féodale due par l'Angleterre, abaissée à la suite de la résolution du conflit. Après le pardon d'Innocent, ce dernier le recommande pour son élection en tant que prince-évêque de Durham en 1213,; mais De Gray décède au cours de son retour vers l'Angleterre, le 18 octobre 1214, à Saint-Jean-d'Angély dans le Poitou. Il a été enterré dans la cathédrale de Norwich, mais sa tombe n'a pas survécu à l'épreuve du temps.
De Gray est resté proche de Jean pendant presque toute sa carrière d'évêque, notamment en tant que collecteur de fond. Sidney Painter, historien ayant établi une biographie de Jean d'Angleterre, note qu'il était « probablement le seul homme auquel Jean faisait confiance absolument sans réserve durant toute la durée de leur collaboration,. » Le médiéviste Ralph Turner considérait De Gray comme « l'un des plus grands favoris de Jean ». Un autre biographe de Jean d'Angleterre, W.L. Warren, décrit De Gray comme « l'un des meilleurs cerveaux de l'administration royale. » Matthieu Paris, un écrivain médiéval, faisait de lui un « conseiller maléfique » et le blâmait pour les nombreuses difficultés que son échec à l'élection de Cantorbéry causa au règne de Jean. ,